# Swiss Music Awards 2018
L'11ª edizione degli Swiss Music Awards si è tenuta il 09 febbraio 2018 a Zurigo, Svizzera. È stata trasmessa live su SRF zwei, su RSI LA2, sul canale romando Rouge TV e su One TV dall'Hallenstadion e il giorno dopo in replica sul canale ProSieben. È stata condotta da Alexandra Maurer e da Stefan Büsser.
I grandi vincitori della serata sono stati Nemo con 4 premi, gli Züri West ed Ed Sheeran con 2 premi a testa. 
Gli artisti che si sono esibiti live sul palco sono stati: Die Toten Hosen, Trauffer, Veronica Fusaro, Hecht, Sina, Büne Huber, Dodo, Rita Roof.

## Premi[1][3]
I vincitori della categoria sono evidenziati in grassetto.

### Miglior canzone nazionale (Best Song National)
- Empire - 77 Bombay Street
- Mis Huus dis Huus - Lo & Leduc
- Du - Nemo

### Miglior canzone internazionale (Best Song International)
- Shape of You - Ed Sheeran
- Despacito -  Luis Fonsi feat. Daddy Yankee
- Something Just like This - The Chainsmokers feat. Coldplay

### Miglior album (Best Album)
- Urchig - Göla
- Love - Züri West
- Land ob de Wolke - Jodlerklub Wiesenberg

### Rivelazione nazionale (Best Breaking Act National)
- Nemo
- Damian Lynn
- Faber

### Rivelazione internazionale (Best Breaking Act International)
- Luis Fonsi
- The Chainsmokers
- Rag'n'Bone Man

### Miglior talento (Best Talent)
- Panda Lux
- Crimer
- Stereo Luchs

### Miglior performance live (Best Live Act)
- Nemo
- Faber
- Zeal & Ardor

### Miglior interprete romando (Best Act Romandie)
- Danitsa
- Aliose
- Rootwords

### Miglior interprete femminile (Best Female Solo Act)
- Phanee de Pool
- Sandee
- Eliane

### Miglior interprete maschile (Best Male Solo Act)
- Nemo
- Göla
- Kunz

### Miglior interprete internazionale (Best Solo Act International)
- Ed Sheeran
- Helene Fischer
- Rag'n'Bone Man

### Miglior gruppo nazionale (Best Group National)
- Gotthard
- Lo & Leduc
- Züri West

### Miglior gruppo internazionale (Best Group International)
- Imagine Dragons
- Die Toten Hosen
- The Rolling Stones

### Artist Award
- Faber

### Tribute Award
- Martin Ain